# Michael Rensing
Michael Rensing (* 14. května 1984) je bývalý německý fotbalista, který hrál jako brankář. Hrál za Bayern Mnichov, 1. FC Köln, Bayer Leverkusen a Fortunu Düsseldorf.

## Reprezentační kariéra
Rensing byl brankářskou jedničkou v reprezentaci do 19 let. Byl povolán na Mistrovství Evropy U21 2004, na turnaji ale nehrál. Reprezentaci do 21 let pomohl kvalifikovat se na Mistrovství Evropy U21 2006.